# Pseudotyphistes pennatus
Espèce
Pseudotyphistes pennatus est une espèce d'araignées aranéomorphes de la famille des Linyphiidae.

## Distribution
Cette espèce est endémique d'Uruguay. Elle se rencontre dans la grotte Gruta de Arequita dans le département de Lavalleja.

## Description
Le mâle holotype mesure 2,82 mm et la femelle paratype 3,97 mm.
Le mâle décrit par Miller en 2007 mesure 1,40 mm et la femelle 2,05 mm.

## Publication originale
- Brignoli, 1972 : Sur quelques araignées cavernicoles d'Argentine, Uruguay, Brésil et Venezuela récoltées par le Dr P. Strinati (Arachnida, Araneae). Revue suisse de Zoologie, vol. 79, p. 361-385 (texte intégral).